# فايس ميديا
Vice Media Group LLC هي شركة بث ووسائط رقمية أمريكية كندية. نشأت من مجلة فايس، ومقرها مونتريال وشارك في تأسيسها شين سميث وغافن مكينز. فايس أصبحت مهتمة خاصة بفئة الشباب. ويشمل ذلك المحتوى على الإنترنت، قسم فايس نيوز، واستوديو إنتاج الأفلام، وشركة تسجيلات. في عام 2015، أُطلق على فايس ميديا اسم «الطفل المثالي للإعلام الحديث».
كانت البرامج الإخبارية لفايس تبث على سابقًا ببث برامجها الإخبارية على HBO حيث بثت HBO سلسة وثائقية اسبوعية في 2013 . قاموا أيضًا ببث «اخبار فايس اليلية» في عام 2016 . رغم ذلك، في 10 يونيو 2019، أعلنت HBO إلغاء البرنامج إلى قطع العلاقات مع فايس بعد شراكة سبع سنوات.

## مجلة فايس
مجلة فايس هي مجلة مطبوعة وموقع إلكتروني تركز على الفنون والثقافة والأخبار. تأسست المجلة عام 1994 في مونتريال، وكانت أول منتج للشركة الإعلامية فايس.